# Dogadda
Dogadda é uma cidade e um município no distrito de Garhwal, no estado indiano de Uttaranchal.

## Demografia
Segundo o censo de 2001, Dogadda tinha uma população de 2690 habitantes. Os indivíduos do sexo masculino constituem 54% da população e os do sexo feminino 46%. Dogadda tem uma taxa de literacia de 78%, superior à média nacional de 59.5%: a literacia no sexo masculino é de 82% e no sexo feminino é de 74%. Em Dogadda, 13% da população está abaixo dos 6 anos de idade.